# Run for You
Singles de KAT-TUN
White
(2011) Birth
(2011)
Run for You est le seizième single du groupe KAT-TUN sorti sous le label J-One Records le 18 mai 2011 au Japon. Il sort en format CD, CD+DVD et CD First Press. Il arrive 1er à l'Oricon. Il se vend à 151 782 exemplaires la première semaine et reste classé treize semaines pour un total de 179 296 exemplaires vendus.
Run for You a été utilisé comme thème musical pour la publicité Suzuki Solio, Cosmic Child a été utilisé comme thème musical pour la publicité Wacoal et Diamond a été utilisé comme thème musical pour Dramatic Game 1844. Run for You se trouve sur l'album Chain.

## Liste des titres
| 1. | Run For You                     | Sean-D | Good-Cop, Swe-Lo                                           | 4:01 |
| 2. | Cosmic Child                    | Sean-D | Oscar Holter, Jakke Erixson, John Harleman, Shirose, Nikki | 4:06 |
| 3. | Diamond                         | Sean-D | King of slick, Daichi                                      | 4:22 |
| 4. | Sweet Chain                     | miwa*  | Daniel Sherman, Andy Gilbert                               | 4:09 |
| 5. | Run For You (Original Karaoke)  | Sean-D | Good-Cop, Swe-Lo                                           | 4:01 |
| 6. | Cosmic Child (Original Karaoke) | Sean-D | Oscar Holter, Jakke Erixson, John Harleman, Shirose, Nikki | 4:06 |
| 7. | Diamond (Original Karaoke)      | Sean-D | King of slick, Daichi                                      | 4:22 |
| 8. | Sweet Chain (Original Karaoke)  | miwa*  | Daniel Sherman, Andy Gilbert                               | 4:07 |

| 1. | Run For You                     | Sean-D     | Good-Cop, Swe-Lo                                           | 4:01 |
| 2. | Cosmic Child                    | Sean-D     | Oscar Holter, Jakke Erixson, John Harleman, Shirose, Nikki | 4:06 |
| 3. | Diamond                         | Sean-D     | King of slick, Daichi                                      | 4:22 |
| 4. | & Forever                       | Laika Leon | Shusui, King of slick                                      | 4:23 |
| 5. | Run For You (Original Karaoke)  | Sean-D     | Good-Cop, Swe-Lo                                           | 4:01 |
| 6. | Cosmic Child (Original Karaoke) | Sean-D     | Oscar Holter, Jakke Erixson, John Harleman, Shirose, Nikki | 4:06 |
| 7. | Diamond (Original Karaoke)      | Sean-D     | King of slick, Daichi                                      | 4:22 |
| 8. | & Forever (Original Karaoke)    | Laika Leon | Shusui, King of slick                                      | 4:21 |

| 1. | Run For You | Sean-D | Good-Cop, Swe-Lo | 4:01 |

| 1. | Run For You (PV+Making of) |  |